# فريدريش ارنست دورن
فريدريش ارنست دورن (بالألمانية: Friedrich Ernst Dorn)‏ (و. 1848 – 1916 م) هو فيزيائي، وأستاذ جامعي من ألمانيا .
توفي في هاله ، عن عمر يناهز 68 عاماً.

## التعليم
تعلم في جامعة كونيغسبرغ

## مناصب وهيئات
أدار جامعة هاله (منذ 1886)، وجامعة دارمشتات للتكنولوجيا (1 أبريل 1881–1886).

## جوائز
حصل على جوائز منها:
- Order of St. Michael.